# 莫伊拉
莫伊拉是德国图林根州的一个市镇。总面积12.61平方公里，总人口457人，其中男性222人，女性235人（2011年12月31日），人口密度36人/平方公里。